# Mistrzostwa Świata w Podnoszeniu Ciężarów 1903
4. Mistrzostwa Świata w Podnoszeniu Ciężarów, które odbyły się w dniach 1 – 3 października 1903, w stolicy Francji - Paryżu. Startowali tylko mężczyźni w kategorii otwartej. Udział wzięło 18 sportowców z 5 państw.

## Medaliści zawodów
| Kategoria: | Złoto:           | Srebro:               | Brąz:          |
| Otwarta    | François Lancoud | Heinrich Schneidereit | Gustave Empain |

## Tabela medalowa
| Poz. | Państwo              |   |   |   | Łącznie |
| ---- | -------------------- | - | - | - | ------- |
| 1    | Szwajcaria           | 1 | 0 | 0 | 1       |
| 2    | Cesarstwo Niemieckie | 0 | 1 | 0 | 1       |
| 3    | Belgia               | 0 | 0 | 1 | 1       |
|      | Łącznie              | 1 | 1 | 1 | 3       |